# Friedrich Detlov Gustav von Averdieck
Friedrich Detlov Gustav Averdieck, seit Januar 1744 Friedrich Detlov Gustav von Averdieck, auch Friedrich Detlev Gustav von Averdieck (* um 1725 in Schwedisch-Pommern; † 12. Oktober 1753 oder 8. Oktober 1753 in Oppeln (heute Opole)) war ein preußischer Beamter.

## Leben

### Familie
Friedrich Detlov Gustav Averdieck war der Sohn des Broocker Gutsinspektors Johann Christoph Averdieck (1694–1757), der im Januar 1744 in den erblichen Reichsadel erhoben wurde und später Erbherr auf Nisdorf in Vorpommern wurde und dessen Ehefrau Sophia Dorothea (geb. Calbow); sein Bruder war Christian Werner Averdieck, Rittmeister und Amtshauptmann in Wolgast sowie Erbherr auf Crentzow und Zarrentin.
Er war seit 1752 mit Johanna Juliana, die Tochter des Kammerherrn Freiherr Benjamin von Arnold, verheiratet; die Ehe blieb kinderlos.

### Werdegang
Zur schulischen Ausbildung von Friedrich Detlov Gustav von Averdieck gibt es keine Hinweise.
Er immatrikulierte sich am 27. September 1742 zu einem Studium der Rechtswissenschaften an der Universität Halle und beendete es dort 1745, worauf er das Studium am 15. April 1745 an der Universität Jena und am 22. März 1747 an der Universität Greifswald fortsetzte.
Nach Beendigung des Studiums bat er um eine Anstellung als Referendar beim Berliner Kammergericht und wurde, nach einer Prüfung, am 1. Februar 1749, gemeinsam mit Graf Johann Heinrich von Carmer, angenommen und im 2. Departement eingesetzt.
Seit dem 25. September 1750 war er Regierungsrat bei der Oberamtsregierung in Glogau (siehe Appellationsgericht Glogau) und wurde am 4. November 1751 zum Direktor der Regierung in Oppeln befördert; er folgte damit Johann Heinrich von Carmer, der Direktor in Breslau geworden war. Er war auch gleichzeitig Konsistorialdirektor.
Nachdem Friedrich Detlov Gustav von Averdieck bereits 1753 verstorben war, wurde Julius Friedrich von Keffenbrink sein Amtsnachfolger in Oppeln.